# Hurdland
Hurdland és una població dels Estats Units a l'estat de Missouri. Segons el cens del 2000 tenia 239 habitants.

## Demografia
Segons el cens del 2000, Hurdland tenia 239 habitants, 90 habitatges, i 57 famílies. La densitat de població era de 279,6 habitants per km².
Dels 90 habitatges en un 35,6% hi vivien nens de menys de 18 anys, en un 50% hi vivien parelles casades, en un 8,9% dones solteres, i en un 35,6% no eren unitats familiars. En el 26,7% dels habitatges hi vivien persones soles el 12,2% de les quals corresponia a persones de 65 anys o més que vivien soles. El nombre mitjà de persones vivint en cada habitatge era de 2,66 i el nombre mitjà de persones que vivien en cada família era de 3,31.
Per edats la població es repartia de la següent manera: un 29,3% tenia menys de 18 anys, un 9,6% entre 18 i 24, un 29,3% entre 25 i 44, un 18% de 45 a 60 i un 13,8% 65 anys o més.
L'edat mediana era de 34 anys. Per cada 100 dones de 18 o més anys hi havia 96,5 homes.
La renda mediana per habitatge era de 25.625 $ i la renda mediana per família de 33.125 $. Els homes tenien una renda mediana de 24.861 $ mentre que les dones 12.250 $. La renda per capita de la població era d'11.584 $. Entorn del 26,7% de les famílies i el 24,6% de la població estaven per davall del llindar de pobresa.

## Poblacions més properes
El següent diagrama mostra les poblacions més properes.